# Jean-Baptiste Gay, vicomte de Martignac

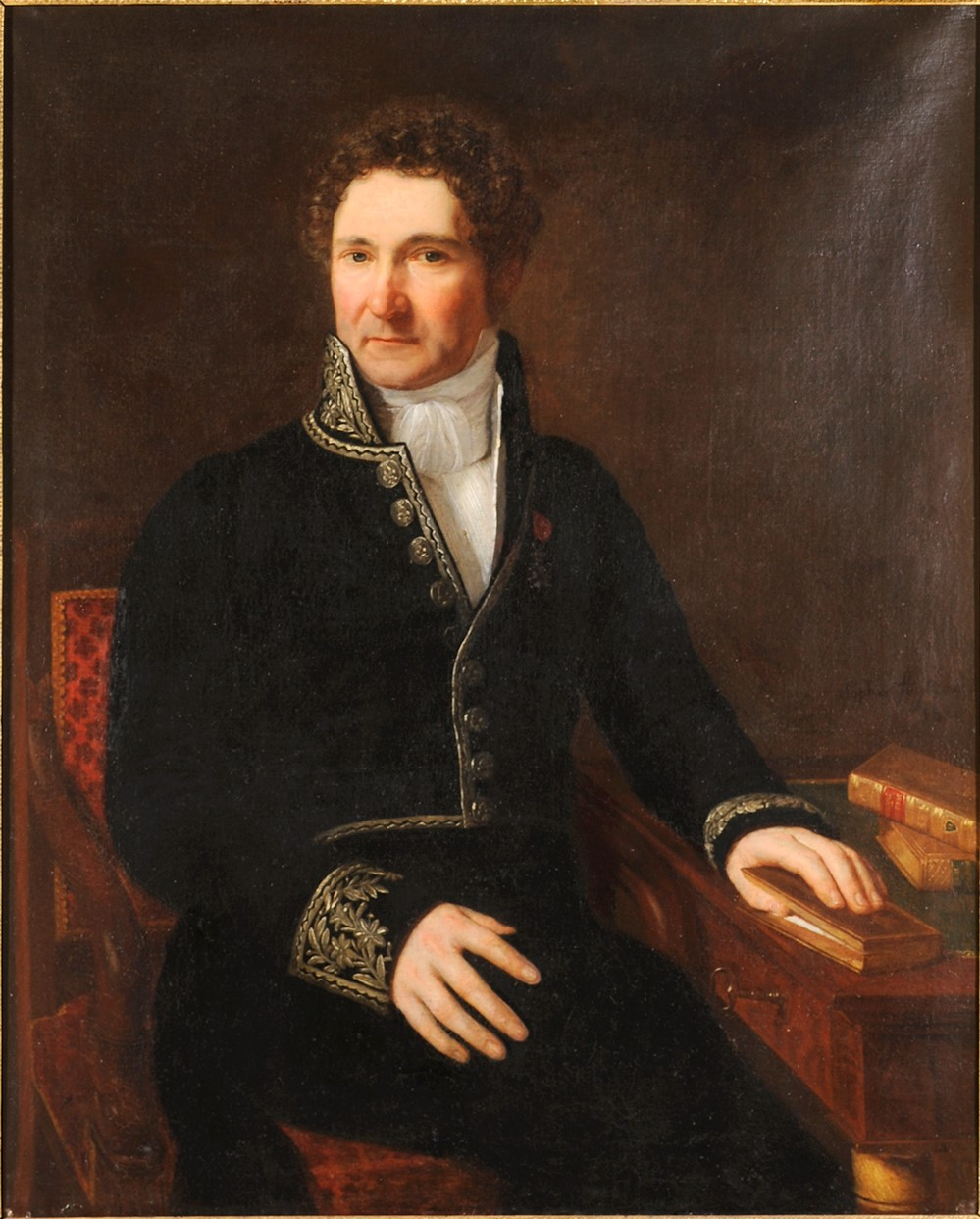
Jean-Baptiste Sylvère Gay, vicomte de Martignac

Jean-Baptiste Sylvère Gay, vicomte de Martignac (* 20. Juni 1778 in Bordeaux; † 3. April 1832 in Paris) war während der Restauration der Bourbonenmonarchie zwischen dem Ende des Ersten Französischen Kaiserreichs und der Julirevolution ein gemäßigter royalistischer französischer Staatsmann und Innenminister.

## Biografie
Im Jahr 1798 wurde er Sekretär von Emmanuel Joseph Sieyès, nachdem er für eine Weile in der Armee gedient hatte. Er schrieb einige literarische Stücke und produzierte Bühnenstücke. Er war erst Staatsanwalt in Bordeaux und wurde dann im Jahr 1818 Generalanwalt am königlichen Gericht. 1819 wurde er Generalprokurator in Limoges, 1821 wurde er für die Marmande Abgeordneter der Deputiertenkammer, wo er die ultraroyalistischen Ansichten von Villèle stützte. Im Jahr 1822 wurde er Staatsberater conseiller d’État und begleitete während der Französischen Invasion in Spanien im Jahr 1823 Louis-Antoine de Bourbon als Berater nach Spanien. Im Jahr 1824 wurde er zum Vicomte ernannt und wurde directeur général de l’enregistrement et des domaines. Durch seine politischen Erfahrungen wandelten sich seine anfangs ultraroyalistischen Ansichten in eine gemäßigte Richtung. Nach dem Sturz von Villèle wurde er von Karl X. ausgewählt, die neue Politik des Kompromisses durchzusetzen. Am 4. Januar 1828 wurde er dann zum Innenminister ernannt und war der eigentliche Regierungschef. Als eine Maßnahme der Liberalisierung schaffte er die Pressezensur ab. Er hatte jedoch zwischen der in zahlreiche Fraktionen gespaltenen Abgeordnetenkammer und dem Monarchen eine schwierige Stellung, zumal seine Haltung oft unklar blieb und seine Meinung schwankte. Martignac versuchte eine Dezentralisation der Administration und die Einführung einer Selbstverwaltung der Gemeinden und Departments einzuführen. Doch dieses Gesetz wurde von der Abgeordnetenkammer abgelehnt. Wegen der wachsenden Unzufriedenheit des Königs wurde er durch Jules de Polignac abgelöst. Er stimmte 1830 mit der Mehrheit in der Abgeordnetenkammer gegen die sogenannten „Juliordonnanzen“ des Königs, in denen die Abgeordnetenkammer aufgelöst, der Wahlzensus nach oben gesetzt und die Pressefreiheit weiter eingeschränkt wurde. Bei seinem letzten öffentlichen Auftritt im Dezember 1830 verteidigte er Polignac in der Pairskammer.